# Puente de Fierro (Arequipa)
Die Puente de Fierro (Eisenbrücke), offiziell Puente Bolívar genannt, überquert den Río Quili im Zentrum der über 2300 m hoch gelegenen Stadt Arequipa im Süden von Peru.
Die Puente de Fierro ist heute eine Straßenbrücke mit einer einspurigen Fahrbahn und zwei Gehwegen, die das tief unter ihr gelegene Tal des Río Quili im Einbahnstraßenverkehr von Nordwesten nach Südosten überquert.
Sie ist ein typisches Beispiel für die vielen Eisenbrücken und anderen Eisenkonstruktionen, die in spanischsprechenden Ländern ganz selbstverständlich Gustave Eiffel zugeschrieben werden.
Tatsächlich ist sie eine der letzten noch existierenden Brücken, die von Charles Shaler Smith bzw. seiner US-amerikanischen Baltimore Bridge Co. mit Finkträgern und mit den Phoenix Columns (Phoenix-Säulen) der Phoenix Iron Co. bzw. ihrer Tochter Phoenix Bridge Company geplant und gebaut wurde, beides durch mehrere US-Patente geschützte Erfindungen. Mit Gustave Eiffel haben diese Erfindungen und die Brücke nichts zu tun.

## Geschichte
Die Ponte de Fierro wurde als schmiedeeiserne Eisenbahnbrücke im Rahmen der Verträge gebaut, die Henry Meiggs 1869 mit der Regierung Perus geschlossen hatte. Sie sahen neben der Zentralbahn auch den Bau der Südbahn vom Hafen Matarani nach Arequipa und in weiteren Abschnitten von dort nach Juliaca, nach Puno am Titicacasee sowie nach Cusco vor. Bei den am 1. Januar 1871 begonnenen, mehrtägigen Feierlichkeiten zur Eröffnung der 170 km langen Strecke von Matarani nach Arequipa ist auch die Puente de Fierro eröffnet worden. Sie war die erste Brücke des folgenden Abschnitts nach Juliaca und von entscheidender Bedeutung für den Personen- und Materialtransport für den Bau dieser Strecke, die bereits 1873 eröffnet wurde.
1920 fuhr der letzte Zug über die Eisenbahnbrücke, nachdem eine neue Brücke für die schwerer gewordenen Lokomotiven 1,5 km weiter flussabwärts gebaut worden war. Die Puente de Fierro wurde mit einer hölzernen Fahrbahn und Geländern versehen und von Fußgängern und den wenigen Autos der damaligen Zeit als Straßenbrücke benutzt. 1960 ersetzte man die hölzerne Fahrbahn durch eine nach beiden Seiten auskragende, 5 m breite Stahlbetondecke mit einem Asphaltbelag.

## Beschreibung

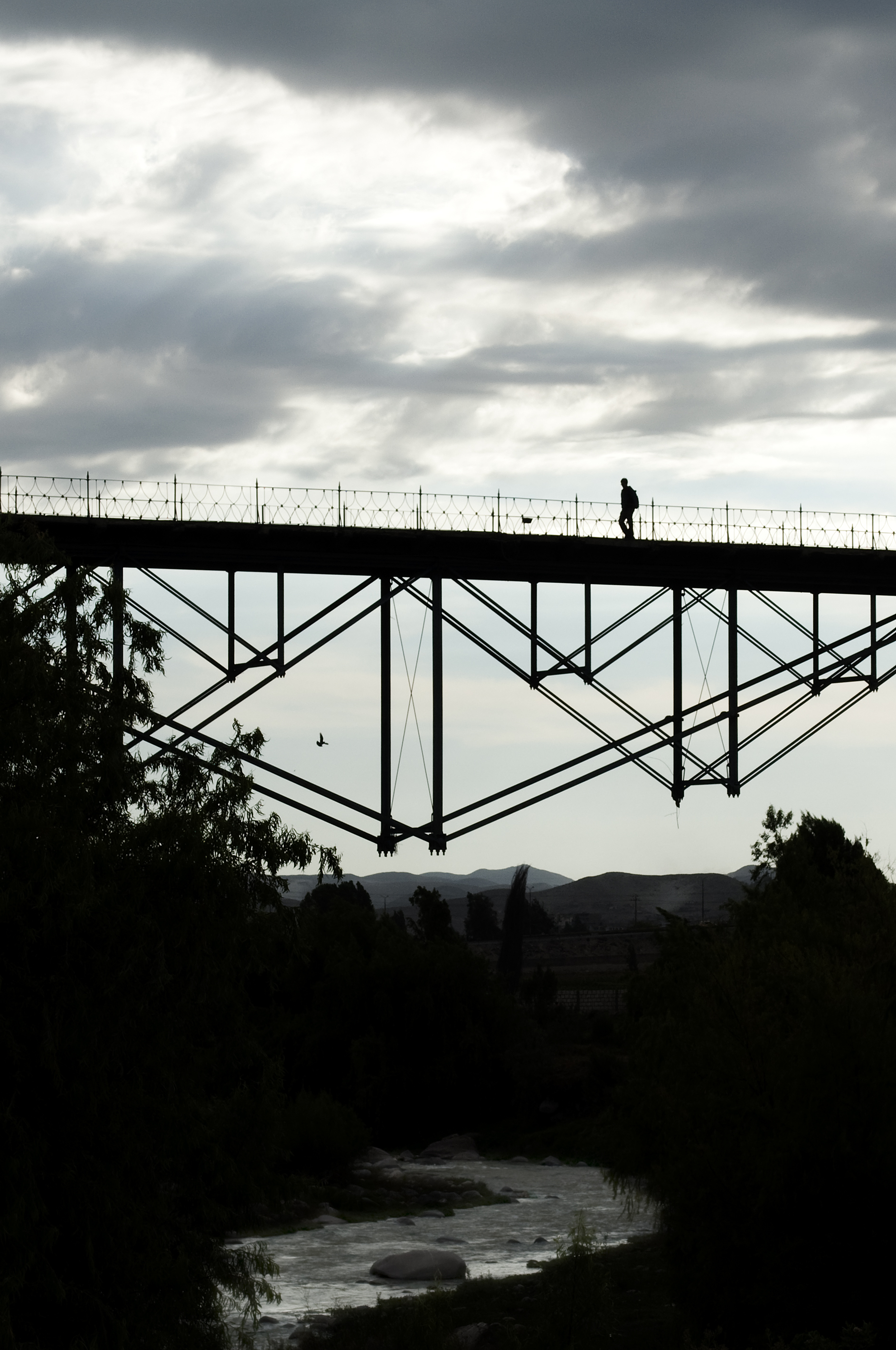
Finkträger über dem Fluss mit den typischen Luftstützen

Die 484,6 m lange Brücke wurde, wie in den USA üblich, in Fuß geplant und nutzt ein Baukastensystem aus Finkträgern und Phoenix Columns mit einheitlich 30 ft (9,14 m) langen Trägern. Sie besteht aus 53 solchen Trägern und ist somit 1590 ft lang. Sie endet im Westen an einem in den Steilhang gebauten Widerlager. Am östlichen Ende geht das Widerlager in eine kurze Rampe über, die den flachen Hang vor der nächsten Straße ausfüllt. Jeder Finkträger ist mit einer mittigen Luftstütze unterspannt und wird, außer an den Widerlagern, von vier schlanken Pfeilern getragen, die aus Phoenix Columns zusammengesteckt wurden. Über dem Fluss befindet sich ein 120 ft (36,6 m) langes Feld aus vier Finkträgern, das von zusätzlichen Luftstützen unterspannt wird. Westlich dieses Felds befinden sich 22 Finkträger, östlich davon 27 Finkträger. Die vier Pfeiler unter einem Finkträger sind mit horizontalen Trägern versteift und mit schrägen Seilen verspannt, während sich unter dem nächsten Träger keine solchen Träger und Verspannungen befinden, da er sich auf die Pfeiler unter den Trägern vor und hinter ihm abstützt.